# Кавсько
Ка́всько (до 2025 року — Ка́вське) — село в Україні, у Стрийському районі Львівської області. Населення становить 1295 осіб. Орган місцевого самоврядування — Стрийська міська рада.

## Назва
5 червня 2025 року Верховна Рада підтримала перейменування села Кавське на Кавсько, з метою повернення назви котру село первісно мало з моменту заснування до радянської окупації. 15 червня 2025 року перейменування набуло чинності.

## Політика

### Парламентські вибори, 2019
На позачергових парламентських виборах 2019 року у селі функціонувала окрема виборча дільниця № 461465, розташована у приміщенні сільської ради.
Результати
- зареєстровано 1027 виборців, явка 54,14%, найбільше голосів віддано за «Слугу народу» — 31,12%, за «Європейську Солідарність» — 16,01%, за партію «Голос» — 16,01%.[3] В одномандатному окрузі найбільше голосів отримав Андрій Гергерт (Всеукраїнське об'єднання «Свобода») — 38,74%, за Володимира Наконечного (Слуга народу) — 17,12%, за Андрія Кота (самовисування) — 12,07%[4].

## Релігія
У селі є греко-католицька громада, яка належить до парафії преподобної Параскевії Терновської Добрянського деканату Стрийської єпархії УГКЦ.

## Пам'ятки
У селі є Церква Святої Параскевії.

## Відомі люди
- Єремія Ломницький (1860—1916) — церковний діяч, місіонер, священик-василіянин, засновник жіночого чернечого Згромадження Сестер Служебниць Непорочної Діви Марії.
- Гаркот Андрій (1999—2024) — український військовик, учасник російсько-української війни [6].